# Робине, Стефан
Стефан Робине (6 декабря 1799 — 2 декабря 1869) — французский химик, ученик Вокелэна.

## Биография
В 1825 году, получив степень доктора медицины, стал членом медицинской академии, несколько лет спустя начал заниматься земледелием, разведением шелковичного червя, о чем и читал публичные лекции (1838—1847). Являлся президентом Французского фармацевтического общества при академии медицины, возглавлял также агрикультурное общество. Ему приписывается изобретение некоторых приборов для культуры шелковичных червей. Робине в свободное время занимался скульптурой.
Научные статьи его авторства были помещены в «Journal de pharmacie», «Journal de chimie médicale», «Annales de l’agriculture», также издал отдельно «Essai sur l’affinité organique» (1826), «Tableaux chimiques du regne animal» (1816), «Dictionnaire des ménages» (1822), «Manuel de l’éducation des vers à soie» (1848) и ряд других работ. Основное количество его работ было написано в период с 1838 по 1847 год.